# M5-ös autópálya (Magyarország)

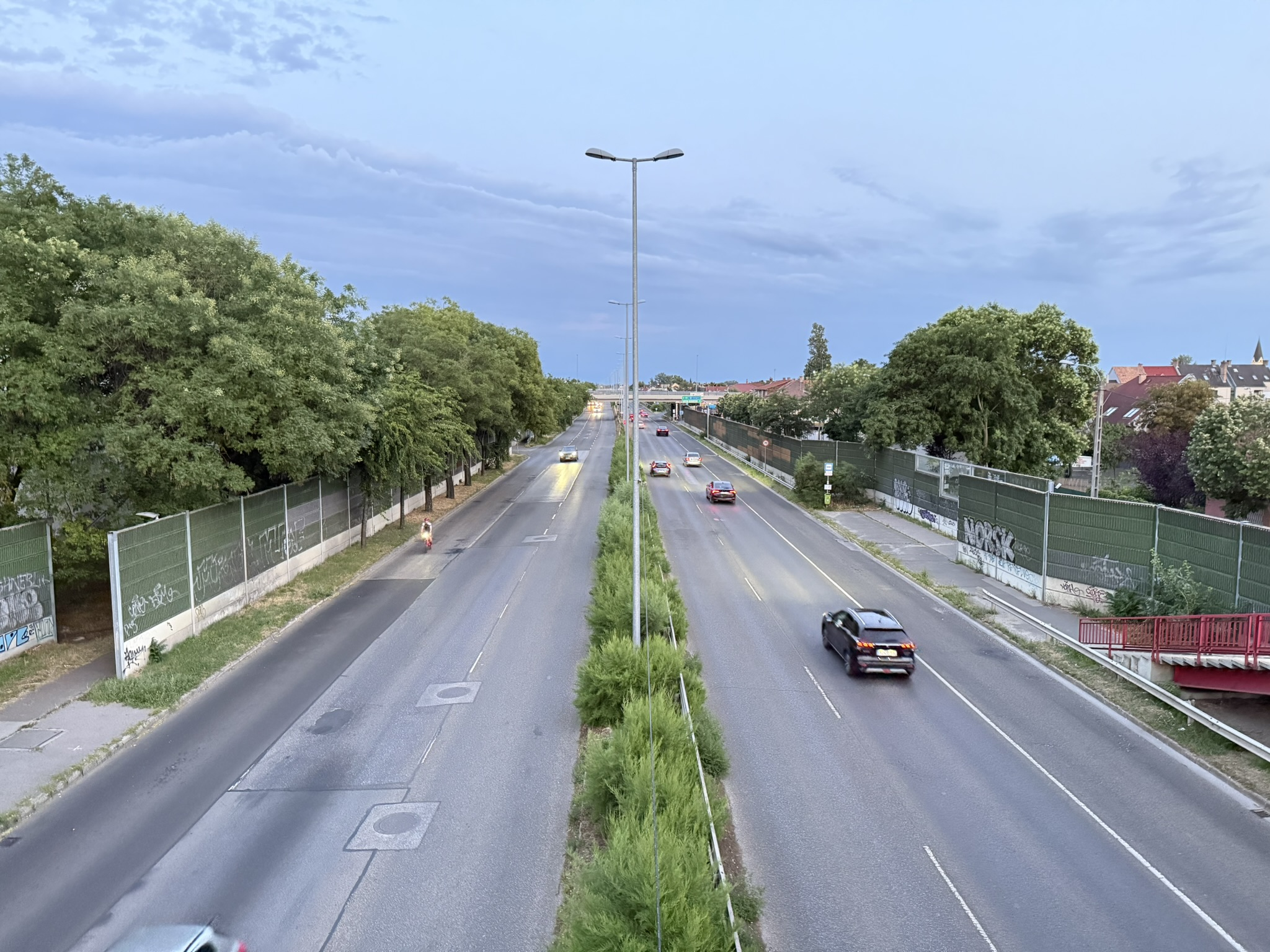
Az autópálya budapesti bevezető szakasza, a Nagykőrösi út Kispest és Pesterzsébet határán

A magyarországi M5-ös autópálya Budapestről délkelet felé haladva Kecskemétet, Szegedet és a röszkei határátkelőt kapcsolja össze a fővárossal. Ez volt a második hazai sztráda, amely elérte az országhatárt. A 70-es évek legvégén kezdték építeni, a szerb határt 2006 márciusában érte el. 1996-ban 35 évre az AKA Rt. tulajdonába került, ám a magas útdíjak kiváltotta közelégedetlenség miatt az állam 2004-ben az út részleges felvásárlására kényszerült. Az autópálya egésze a 10-es, míg a Budapest–Szeged közötti szakasza a 4-es számú európai korridor része. Az M0-s csomóponttól a szerb határáig az E75-ös európai út részét képezi.
Az M5-ös a horgosi határátkelő után, szerb területen A1-es autópályaként folytatódik, az M43-as leágazással pedig csatlakozik a jelenleg még csak egyes szakaszain elkészült romániai A1-es sztrádához, amely majd Bukarestbe vezet.

## Története

### 1990 előtt
Egy Budapest és Belgrád közötti nagy kapacitású út terve már kezdettől fogva jelen volt a magyar közútfejlesztési koncepciókban. A Közlekedéstudományi Társaság 1942-es elképzelései szerint a Budapest–Belgrád automobil-út a mai nyomvonaltól nyugatra haladt volna, Röszke helyett Kelebia térségében érve el a határt, Szeged felé csak egy leágazással. Az 1974-ben elfogadott állami koncepcióban a leendő sztráda nyomvonala már a Budapest–Szeged országúthoz igazodott, és a következő három évtizedben e terv szerint valósult meg az M5-ös, az akkor E5-ös számot viselő, a tranzitforgalomban kiemelt szerepet kapó London–Isztambul út részeként, amelyen a Nyugat-Európa és Törökország közötti forgalom zajlott.

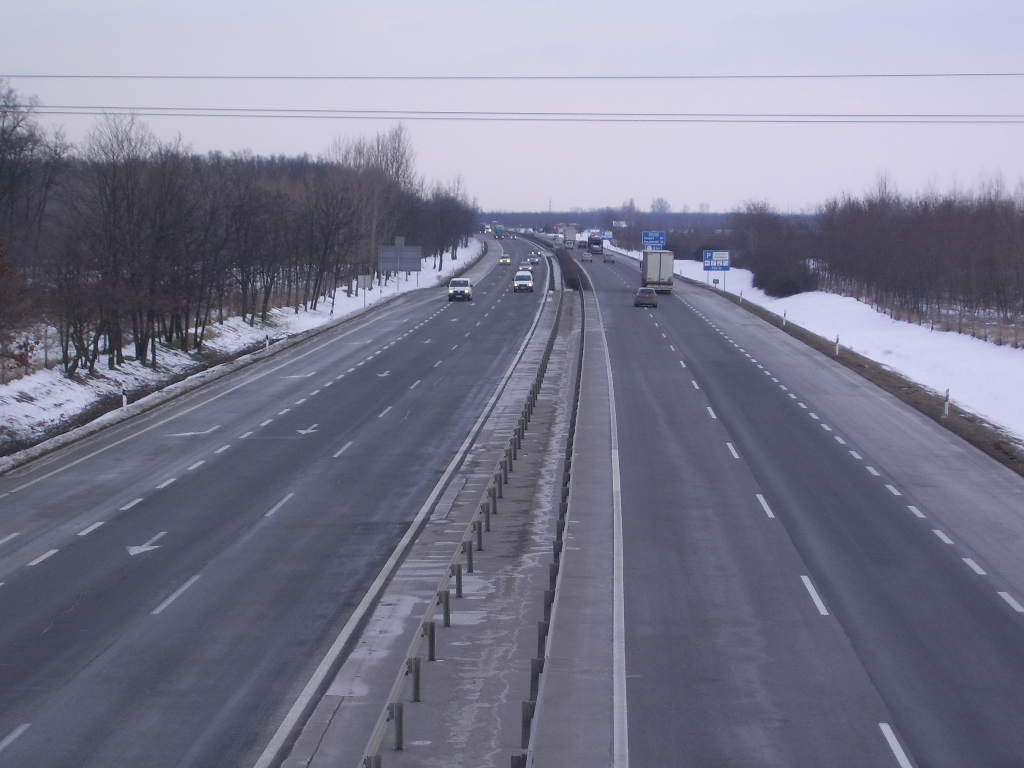
Pusztavacs közelében

Első ütemben 1984-re megépült a Nagykőrösi úttal párhuzamos fővárosi bevezető szakasz. A Budapest–Ócsa közötti teljes értékű sztráda és annak folytatásaként az Ócsa–Örkény közötti félautópálya átadására 1985. november 22-én került sor. (A forgalmat ekkor egy bekötőúton, Örkény belterületén át vezették vissza a régi 5-ös főútra.) 1987-ben adták át az Ócsa–Újhartyán szakasz jobb pályáját, 1989-ben pedig az Örkény–Kecskemét-Észak közötti szakasz bal oldalát. Az M5-ös tovább építésé az 1990-es évek elején a forráshiány és a délszláv háború kitörése miatt megakadt. Az folytatása nehezen indult újra.

### Koncessziós útként

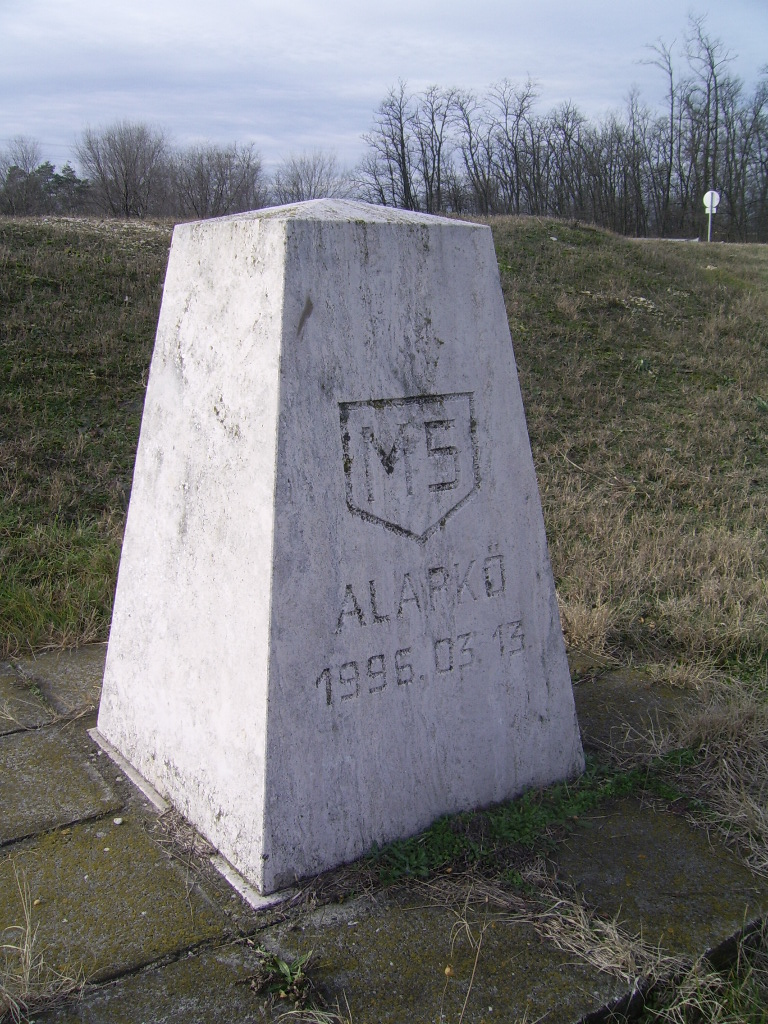
Az AKA által elhelyezett alapkő

1992-ben az állam befektetőket keresett a félbemaradt beruházás folytatására, ám a délszláv háború miatt megcsappant forgalom elbizonytalanította a vállalkozókat. Az állam 1994. május 2-án szerződést kötött a francia tulajdonosi hátterű Alföld Koncessziós Autópálya Rt.-vel (AKA). A szerződésben a cég vállalta a sztráda továbbépítését és 35 évig tartó jogot szerzett az útdíjszedésre. Az állam a kedvezőtlen forgalmi adatok miatt kénytelen volt beleegyezni, hogy az AKA a már korábban megépült Budapest–Kecskemét szakaszra is kiterjessze a díjszedést. Az AKA előbb felújította az M5-ös 1990 előtt épült szakaszait, majd 1996. december 21-én átadta az Újhartyán és Kecskemét-É között hiányzó jobb pályát. 1995-ben nyílt meg az M5-öst a 4-es úttal összekötő 405-ös főút. Ekkortól az M0-s csomópont és az Újhartyán közti szakasz 23 éven át, 2020. februárig az E60-as európai út része is volt. 1997. december 6-án a Kecskemétet elkerülő (Kecskemét-É – Kecskemét-D), majd 1998. június 9-én a Kiskunfélegyházáig húzódó (Kecskemét-D – Kiskunfélegyháza-D) szakaszt helyezték üzembe.
Eközben a fővárosban 1996-ban a Gyáli út mentén elkészult a Könyves Kálmán körúti becsatlakozás.
Miután az AKA az M5-ösön európai viszonylatban kirívóan magas útdíjat vezetett be, általános elégedetlenség bontakozott ki. A forgalom jelentős része visszatért a sztrádával párhuzamos régi 5-ös útra, melynek érintett települései folyamatosan tiltakoztak a magas úthasználati díj miatt. A közelégedetlenség útblokádokban, tüntetésekben nyilvánult meg, végül az állam 2004 elején az AKA és a sztráda részleges felvásárlására kényszerült. 2004. március 12. óta az M5-ösön is az állami autópályákon használatos matrica érvényes.
Az állami beavatkozást követően kezdődött el a Röszkéig tartó szakasz kivitelezése. 2005. december 10-én átadták sztráda dél-alföldiek által régóta várt Kiskunfélegyháza–Szeged közötti szakaszát, az M43-as autópálya 5-ös főúttal összekötő szakaszával együtt. 2006. március 11-én pedig a Szeged és a röszkei határátkelő közötti szakasz került átadásra. A sugárirányú gyorsforgalmi utak közül az M5-ös volt a második, amely elérte az országhatárt. A sztráda tulajdonjoga 2031-ig az időközben átalakult menedzsment irányította AKÁ-é, utána visszaszáll a magyar államra.

## Újabb fejlesztések és további tervek
- Az M0-s körgyűrű 5-ös úti és Gyáli csomópontja közötti átkötés 2012-ben készült el.
- Átadták az M43-as utat az M5-ös és a román határ között.
- 1998 óta ígéret van a kunszállási csomópont megépítésére.[8][9]
- Kecskemét határában találkozik majd az M5-ös az M8-assal.[10]
- Szeged határában fog találkozni az M5-ös és az M9-es.[11]

## Díjfizetés

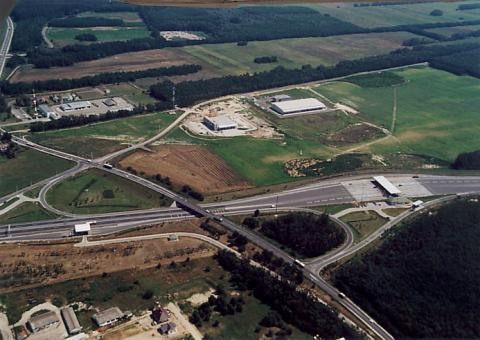
Az újhartyáni csomópont és a régi fizetőkapu

Az M5-ösön az AKA 1997. január 1-től vezette be a díjszedést. A díjakat az ócsai, örkényi és lajosmizsei csomópontban, illetve az Újhartyán közelében felépített nyíltpályai fizetőkapuknál szedték. Az 1998-ban átadott Kecskemét–Kiskunfélegyháza szakaszon az utóbbi település közelében felépített nyíltpályai kapunál kellett fizetni. A kirívóan magas útvám miatt az M5-ös Európa legdrágább autópályája lett, aminek eredményeképp a forgalom jelentős része visszatért a sztrádával párhuzamos régi 5-ös főútra. Az útdíj miatt a sztráda környéki települések lakossága tüntetéseket és blokádokat szervezett, az országos sajtó pedig a legfontosabb közéleti témák között foglalkozott az M5-öst használók megsarcolásával. A tiltakozó akciók 2003-ra állandósultak, a kormányra pedig egyre nagyobb nyomás nehezedett, hogy fellépjen a kirívóan magas útdíj ellen. 2004-ben a kormány cselekvésre szánta el magát, és hosszas tárgyalások után az M5-öst is bekapcsolta az állami, ún. matricás fizetési rendszerbe. Az aránytalanul magas útdíj elleni tiltakozásokat Medgyessy Péter is megpróbálta saját javára fordítani, amikor személyesen szerelte le az újhartyáni fizetőkapu sorompóját. A kapukat fél év múlva lebontották, a díjszedő fülkéket eladták. Az autópálya napjainkban az egységes országos díjfizetési rendszer része.
2014. végéig a Budapest és az M0 közti, a Kecskemétet elkerülő, valamint a Szeged-É és országhatár közötti szakaszok ingyenesek voltak, 2015-től azonban a sztráda teljes hosszában díjköteles. Ma országos matricával vagy az alábbi vármegyei e-matricákkal vehető igénybe:
| Matrica típusa            | Használható szakasz                                           |
| ------------------------- | ------------------------------------------------------------- |
| Pest vármegyei            | Bp. Auchan bevásárlóközpont és Lajosmizse között (14–67.km)   |
| Bács-Kiskun vármegyei     | Örkény és Kistelek között (53–140. km)                        |
| Csongrád-Csanád vármegyei | Kiskunfélegyháza és Röszke (országhatár) között (114–174. km) |

### Ingyenes szakaszok

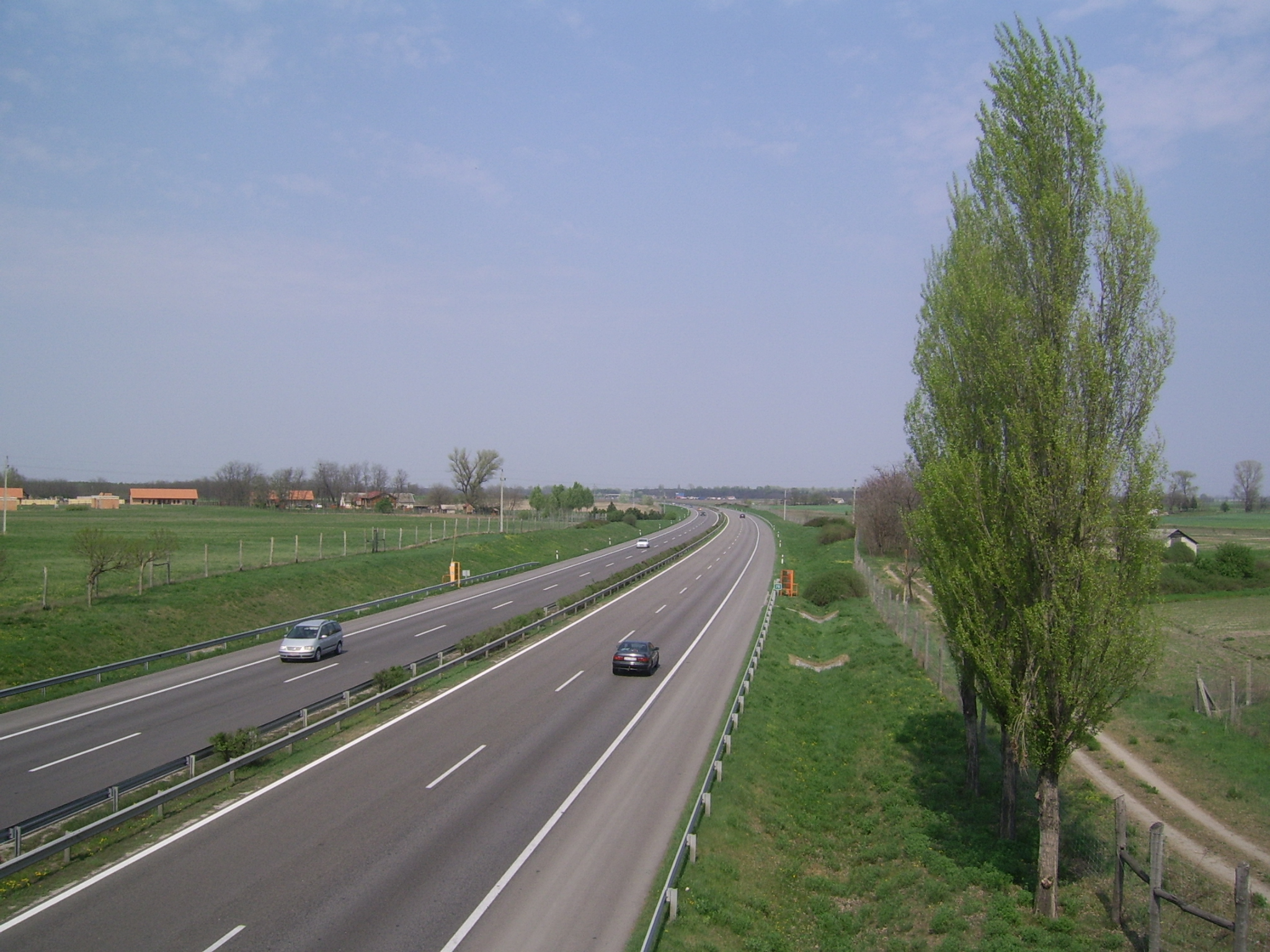
Az M5-ös autópálya Kecskemét északi részénél

A fővárosi bevezető szakaszról a Megapark–Tesco, Soroksár–Pestlőrinc–Nagybani piac és Auchan bevásárlóközpont lehajtókhoz vezető gyűjtő-elosztó pályák ingyenesek.

## Fenntartása
Az üzemeltetés és fenntartás az Intertoll feladata. Ezt a tevékenységet három helyen lévő autópálya-mérnökségek biztosítják:
- Újhartyáni központ a 43-as km-szelvényben
- Kiskunfélegyházai központ a 108-as km-szelvényben
- Balástyai központ a 146-as km-szelvényben

## Infrastruktúra

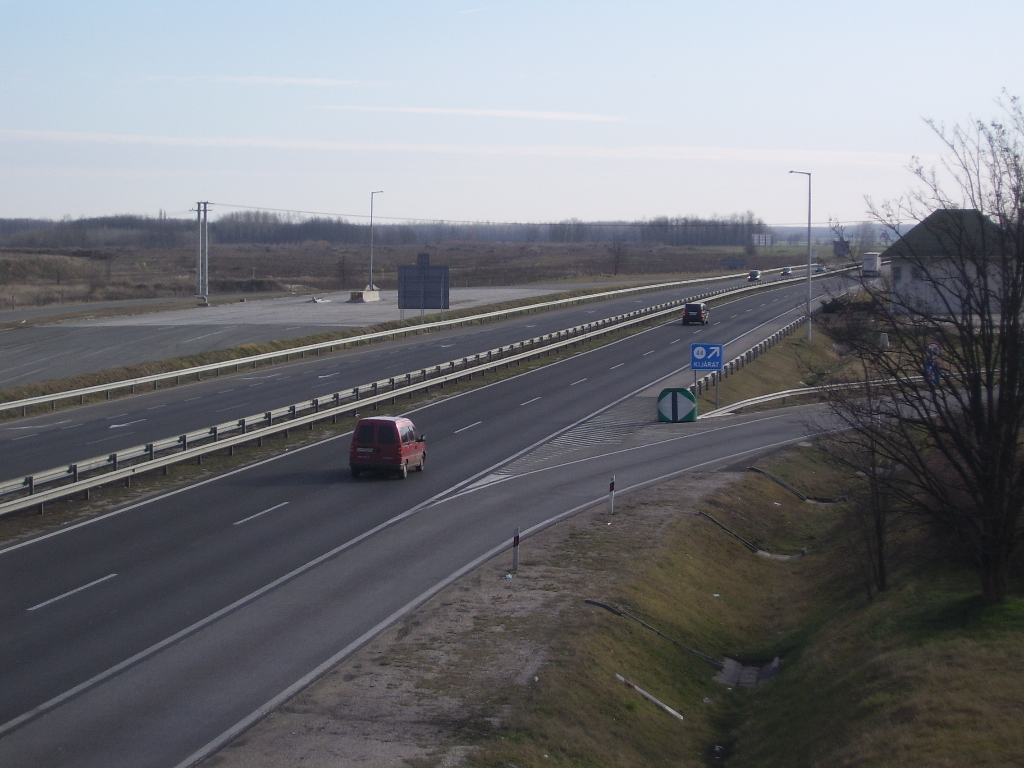
Az egykori díjfizető kapu helye Újhartyánnál

### Hidak
A sztráda teljes hosszában síkvidéken, a Kiskunsági-homokhátságon halad át, ahol csak kevés és jelentéktelen vízfolyást keresztez, így különleges útépítési technológiák alkalmazására, nagy űrszelvényű hidak építésére nem volt szükség. A városkörnyékek sűrű vasúthálózata miatt azonban nyolc helyen felüljárón kellett átvezetni a sztrádát. Az autópálya fölött összesen 67 felüljáró ível át, különösen a Dél-Alföld tanyás vidékein követik egymást sűrűn az ilyen hidak.

### Útpálya, közlekedésbiztonság
Az útpályák eredetileg mindenütt aszfaltborítással készültek. A matricás díjfizetési rendszer bevezetése előtt a fizetőkapuk környékén a terhelésnek jobban ellenálló betonburkolat alkotta a kopóréteget, ám ezeket a szakaszokat a fizetőkapuk bontását követően megszüntették. Az M5-ös teljes hosszában irányonként két forgalmi sávos autópálya. A Budapest déli határában levő bevásárlóközpontok és Bp.-Soroksár csomópontok között szakaszon kétoldalt párhuzamosan irányonként kétsávos szervizutak gyűjtő-elosztó funkcióval segítik a ki- és felhajtást. Mivel itt a csomópontok közel esnek egymáshoz, a kötelezően előírt 500 méteres lassító- ill. gyorsítósávot egymás mellett kellett kialakítani. Az vidéki sztrádacsomópontok korábban meglévő közvilágítását a fizetőkapuk lebontásakor megszüntették.
Az autópálya mellett mindkét irányban segélykérő telefonok működnek. Az üzemmérnökségek diszpécsereit 10 meteorológiai mérőállomás tájékoztatja az útviszonyokról, az útkarbantartó szolgálat pedig folyamatos járőrözéssel ellenőrzi a sztráda állapotát.

## Fix telepítésű sebességmérők
Az M5-ön több fix telepítésű traffipax figyeli és ellenőrzi a gépjárműforgalmat:
- bal oldal: 1+064 km-szelvény, TrafficSpot-VÉDA
- jobb oldal: 2+156 km-szelvény, TrafficSpot-VÉDA

### Környezetvédelem

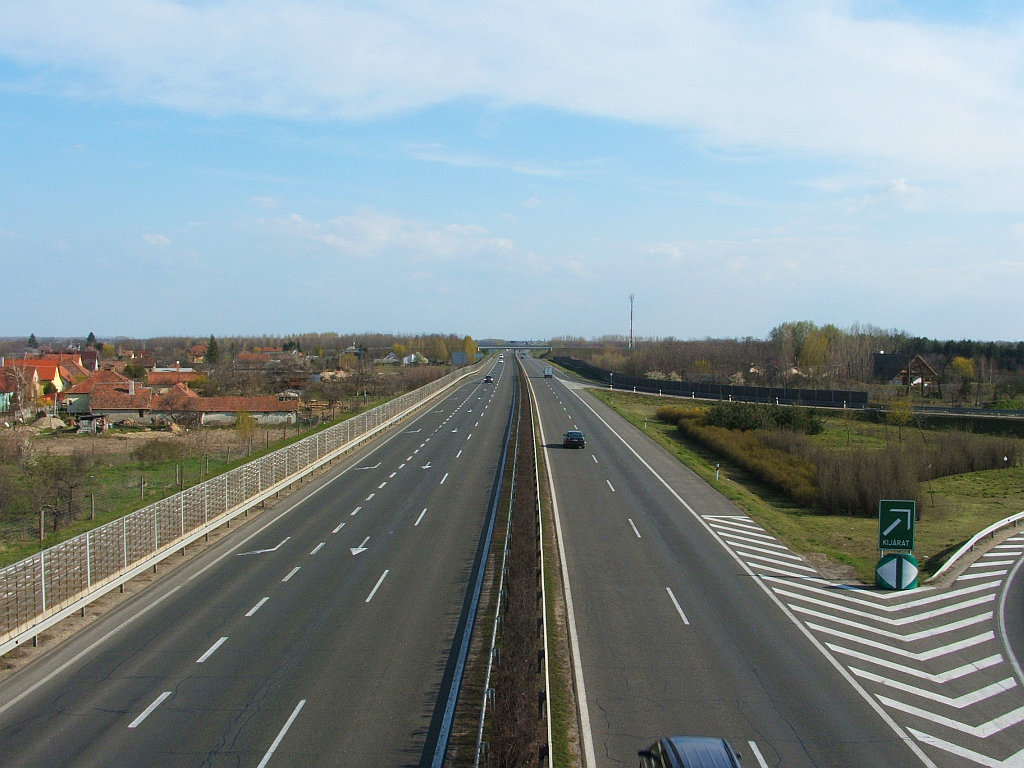
Zajvédő fal Kecskemét közelében

Az M5-ös elkerüli a természetvédelmi területeket, ám az úton zajló nagy forgalom így is számottevő zaj-, lég- és vízszennyezés forrása. A Duna–Tisza-közének sűrű tanyavilágát főként Kecskemét környékén és Csongrádban zajárnyékoló falakkal védik a sztráda okozta zajterheléstől. Az út építésével egyidejűleg több helyen zajvédő erdősávokat telepítettek. Az útról lefolyó csapadékvizet ún. biofiltrációs árkokban tisztítják, ilyet a Kiskunfélegyháza alatti sztrádaszakaszon alkalmaztak először Magyarországon. A  pálya mindkét oldalán vadkerítés húzódik. Az 1990 előtt elkészült Pest vármegyei szakaszon nincsenek vadátjárók, így ott a sztráda komoly akadályt képez a szárazföldi állatvilág számára. Bács-Kiskunban és Szeged környékén az út alatt főként a csatornák és vizes élőhelyek környezetében találhatók a kisebb állatok vándorlását elősegítő alagutak.

## Csomópontok és pihenőhelyek

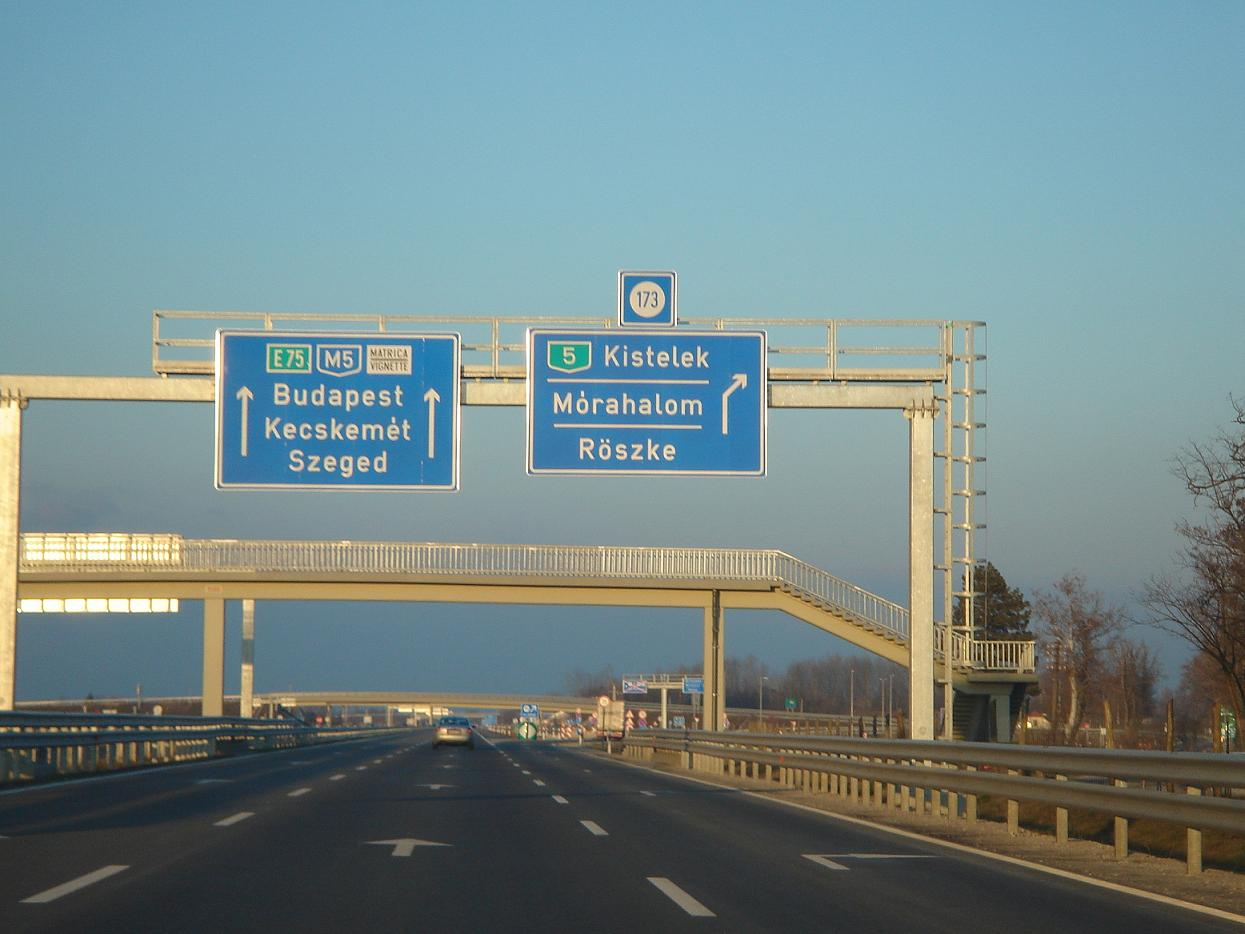
Az M5-ös autópálya Röszke közelében

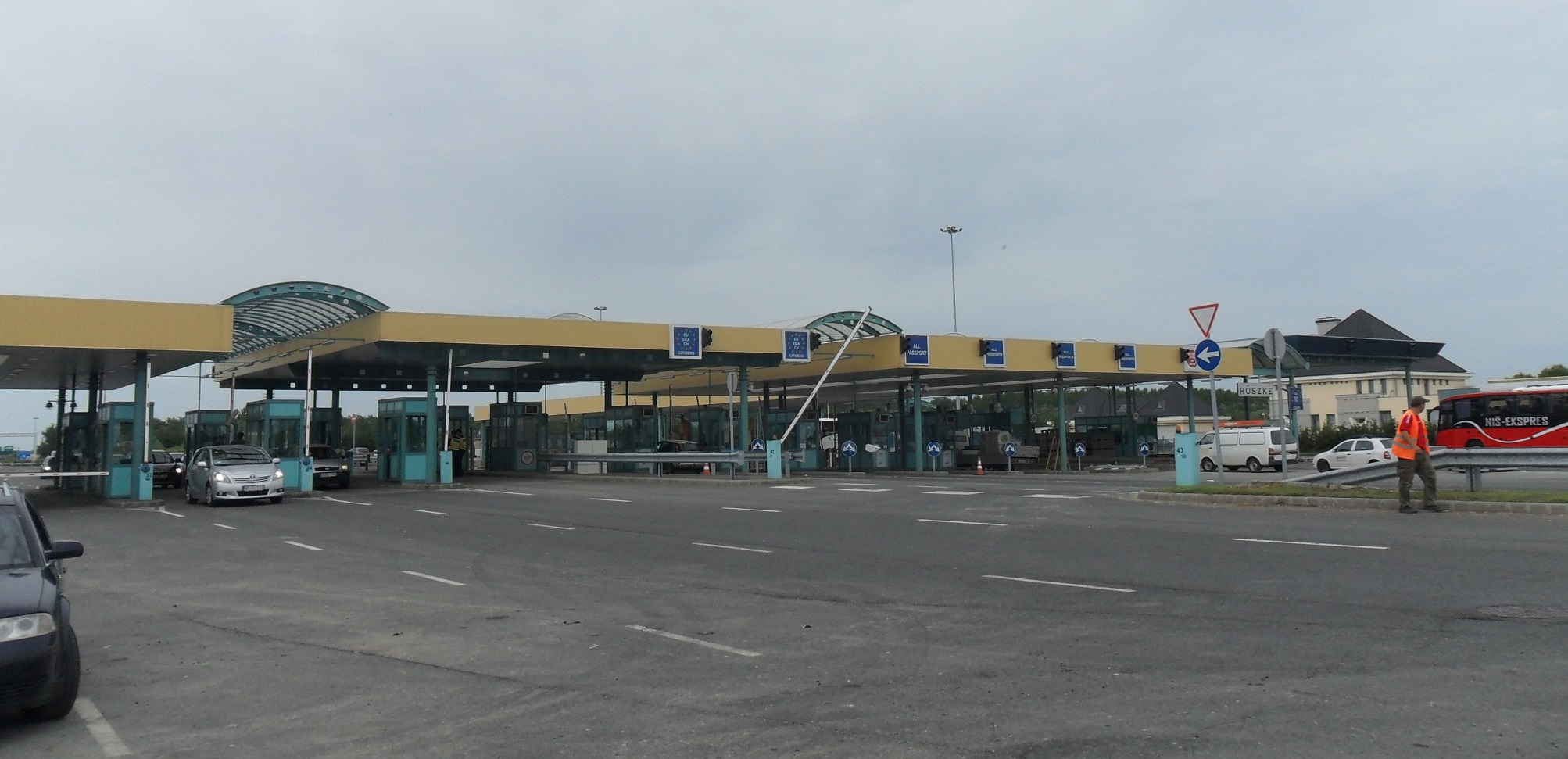
Magyar-szerb határátkelő Röszkénél

## Forgalmi adatok
A sztráda Budapesthez közeli szakaszán a forgalom 2003 és 2007 között 36%-kal növekedett; 2007-ben átlagosan 53 ezer jármű haladt át a városhatáron, míg 2019-ben már majdnem 73 ezer.